# Ted Sorensen
Theodore Chaikin (Ted) Sorensen (Lincoln (Nebraska), 8 mei 1928 - New York, 31 oktober 2010) was een Amerikaans adviseur, advocaat, auteur en spindoctor. Hij was lid van de Democratische Partij en een van de belangrijkste adviseurs van president John Fitzgerald Kennedy en later van diens opvolger Lyndon B. Johnson.

## Leven

### Jeugd
Ted Sorensen werd geboren in Lincoln in de staat Nebraska op 8 mei 1928. Nadat hij was afgestudeerd aan de University of Nebraska Law School meldde Sorensen zich op advies van een studieadviseur aan als vrijwilliger bij het kantoor van Kennedy.

### John F. Kennedy
Sorensen hielp als speechschrijver de president met enkele van zijn belangrijkste speeches, onder andere die van zijn inauguratie. In die korte, bondige toespraak sprak Kennedy de gevleugelde woorden: "Vraag niet wat je land voor jou kan doen, maar wat jij kan doen voor je land". Ook aan de speech waarin Kennedy de race naar de maan aankondigde, werkte Sorensen mee.
Het werk van Sorensen was al vroeg in de carrière van Kennedy van politiek levensbelang. Hij werkte nauw samen met toenmalig senator Kennedy aan zijn boek 'Profiles in Courage'. Kennedy zou er een Pulitzerprijs mee winnen en zo het stigma van intellectueel lichtgewicht afschudden.
Kwade tongen beweerden dat Sorensen niet alleen research en redactie voor het boek zou hebben gedaan, maar dat hij als ghostwriter ook grote stukken schreef. Sorensen zelf ontkende dat altijd ten stelligste. Ook bleef hij volhouden dat de meest klinkende citaten uit de speeches van Kennedy van de president zelf afkomstig waren.

### Na John F. Kennedy
Na de moord op Kennedy schreef Sorensen de biografie van de president. In 1970 deed hij een gooi naar de senaatszetel voor New York maar dat liep op niets uit. Sorensen was in 2008 nog actief voor de verkiezingscampagne van Barack Obama. Recentelijk leverde hij kritiek op de speeches van Obama.

### Gezondheid en dood
Sorensen worstelde al langer met zijn gezondheid. "Ik weet dat zijn nalatenschap zal voortleven in de woorden die hij schreef, de zaken die hij nastreefde en de harten van eenieder die wordt geraakt door de belofte van een nieuwe einder", zei president Barack Obama in reactie op zijn dood. Sorensen overleed in het najaar van 2010 op 82-jarige leeftijd aan een beroerte.
- Bibliothèque nationale de France: cb12030143m (data)
- CiNii: DA00960422
- Gemeinsame Normdatei: 129982997
- International Standard Name Identifier: 0000 0001 0931 7408
- Library of Congress Control Number: n50014125
- Nationale Bibliotheek van Letland: 000076898
- National Archives and Records Administration: 10581816
- Bibliotheek van het Japanse parlement: 00457189
- Nationale Bibliotheek van Tsjechië: xx0172406
- Nationale Bibliotheek van Israël: 987007463373205171
- Nederlandse Thesaurus van Auteursnamen: 069747431
- LIBRIS: 308436
- SNAC: w60p225j
- Système universitaire de documentation: 028472802
- Trove: 980269
- Virtual International Authority File: 108659863
- WorldCat: E39PBJr3yQyvBqbKpm3wY8xv73